# 合渡村
合渡村（ごうどむら）はかつて岐阜県本巣郡に存在した村である。
現在の岐阜市西部に該当し、長良川・伊自良川の西岸である。現在の地名では、河渡、西河渡、曽我屋、寺田、一日市場などである。
中山道の河渡宿を中心とした村であるが、河渡宿は戦災や長良川の堤防建設のため一部が取り壊され、現在は宿場の面影はほとんど無い。

## 歴史
- 江戸時代、この地域は美濃国方県郡に属していた。江戸時代後期は天領、旗本津田氏領であった。
- 1897年（明治30年）4月1日[1] - 方県郡が分割され、この地域は本巣郡となる。
- 1897年（明治30年）4月1日 - 河渡村、寺田村、曽我屋村、一日市場村が合併して合渡村となる。
- 1953年（昭和28年） - 合併問題で、岐阜市との合併派、本巣郡穂積町との合併派、北方町との合併派、生津村との合併派で村内が対立する。
- 1954年（昭和29年）4月11日 - 合併先に関して住民投票が行われ、岐阜市への編入が決定する。しかし、村議会はその結果を考慮せず、合併問題を先延ばしとする。
- 1957年（昭和32年） - 岐阜県知事より、合併問題の対する勧告がだされ、岐阜市への編入が決定する。
- 1959年（昭和34年）4月1日 - 合渡村が岐阜市に編入され、合渡村は消滅する。

## 学校
- 合渡村立合渡小学校 （現・岐阜市立合渡小学校）
- 本巣郡学校組合立北方中学校 （現・北方町立北方中学校）

## 旧跡・観光など
- 小紅の渡し
- 河渡宿
- 津神社
- 松下神社（河渡宿一里塚跡）

## その他
- 長良川にかかる河渡橋は4代目になる。初代 - 3代目は「合渡橋」と呼ばれ、合渡村に由来する。